# 中津川村 (山形県)
中津川村（なかつがわむら）は山形県南置賜郡にあった村。現在の西置賜郡飯豊町の南半にあたる。

## 地理
- 山：大館山、尾幡山、烏帽子山、栂峰、飯森山、大塚山、赤崩山、牛ヶ岩山、地蔵山、三国岳、種蒔山、地蔵岳、鍋越山、山毛欅潰山
- 河川：白川、広河原川

## 歴史
- 1889年（明治22年）4月1日 - 町村制の施行により、小屋村、広河原村、遅谷村、上原村、須郷村、小坂村、数馬村、宇津沢村、下屋地村、白川村、上屋地村、川内戸村、岩倉村、高造路村の区域をもって発足。
- 1958年（昭和33年）4月1日 - 西置賜郡飯豊村に編入。飯豊村は即日町制施行して飯豊町となる。同日中津川村廃止。